# Glew
Glew är en ort i Argentina.   Den ligger i provinsen Buenos Aires, i den centrala delen av landet, 30 km söder om huvudstaden Buenos Aires. Glew ligger 31 meter över havet och antalet invånare är 57 878.
Terrängen runt Glew är mycket platt. Runt Glew är det ganska tätbefolkat, med 166 invånare per kvadratkilometer.. Närmaste större samhälle är Banfield, 16,5 km norr om Glew.
Runt Glew är det i huvudsak tätbebyggt.